# Teodora di Trebisonda (principessa XIV secolo)
Teodora Mega Comnena (in greco Θεοδώρα Μεγάλη Κομνηνή?; fl. XIV secolo) era la figlia di Basilio, imperatore di Trebisonda, e di Irene di Trebisonda. I suoi fratelli erano Giovanni, poi imperatore Alessio III, Maria e Alessio.
Nel settembre 1358, Teodora sposò l'emiro turkmeno di Chalybia Hadji 'Umar, nell'ambito di una politica di matrimoni tra principesse di Trebisonda e governanti stranieri, soprattutto emiri musulmani, attuata da Alessio III per garantire l'integrità territoriale dell'Impero di Trebisonda. In particolare, l'imperatore di Trebisonda, che l'anno precedente aveva sofferto per l'invasione dell'emiro Hadji 'Umar nella zona di Paleomatzouka (l'attuale Hamsiköy) e temeva una nuova incursione, accettò il matrimonio che aveva ripetutamente proposto ad Hadji 'Umar. Teodora arrivò nell'Emirato di Calia il 29 agosto 1358 accompagnata dal Protovestiario Basilio Choupakas. Dal matrimonio con l'emiro turkmeno nacque un figlio, Süleyman Hadji. È possibile che il figlio, poi emiro di Chalybia, abbia sposato una delle figlie di Alessio III. Non si sa più nulla della vita di Teodora dopo questo evento.

## Ascendenza
|                          |   |                   | Genitori                |  |  | Nonni |  |  | Bisnonni                  |  |  | Trisnonni               |  |
|                          |   |                   |                         |  |  |       |  |  | Giovanni II di Trebisonda |  |  | Manuele I di Trebisonda |  |
|                          |   |                   |                         |  |  |       |  |  | Giovanni II di Trebisonda |  |  | Manuele I di Trebisonda |  |
|                          |   | Irene Siricena    |                         |  |  |       |  |  | Giovanni II di Trebisonda |  |  |                         |  |
| Alessio II di Trebisonda |   |                   |                         |  |  |       |  |  | Giovanni II di Trebisonda |  |  |                         |  |
|                          |   | Eudocia Paleologa | Michele VIII Paleologo  |  |  |       |  |  |                           |  |  |                         |  |
|                          |   | Eudocia Paleologa | Michele VIII Paleologo  |  |  |       |  |  |                           |  |  |                         |  |
|                          |   | Eudocia Paleologa | Teodora Ducas Vatatzina |  |  |       |  |  |                           |  |  |                         |  |
| Basilio di Trebisonda    |   | Eudocia Paleologa |                         |  |  |       |  |  |                           |  |  |                         |  |
|                          |   | Beka I Jaqeli     | …                       |  |  |       |  |  |                           |  |  |                         |  |
|                          |   | Beka I Jaqeli     | …                       |  |  |       |  |  |                           |  |  |                         |  |
|                          |   | Beka I Jaqeli     | …                       |  |  |       |  |  |                           |  |  |                         |  |
| Jiajak Jaqeli            |   | Beka I Jaqeli     |                         |  |  |       |  |  |                           |  |  |                         |  |
|                          |   | …                 | …                       |  |  |       |  |  |                           |  |  |                         |  |
|                          |   | …                 | …                       |  |  |       |  |  |                           |  |  |                         |  |
|                          |   | …                 | …                       |  |  |       |  |  |                           |  |  |                         |  |
| Teodora Mega Comnena     |   | …                 |                         |  |  |       |  |  |                           |  |  |                         |  |
|                          | … | …                 |                         |  |  |       |  |  |                           |  |  |                         |  |
|                          | … | …                 |                         |  |  |       |  |  |                           |  |  |                         |  |
|                          | … | …                 |                         |  |  |       |  |  |                           |  |  |                         |  |
| …                        | … |                   |                         |  |  |       |  |  |                           |  |  |                         |  |
|                          |   | …                 | …                       |  |  |       |  |  |                           |  |  |                         |  |
|                          |   | …                 | …                       |  |  |       |  |  |                           |  |  |                         |  |
|                          |   | …                 | …                       |  |  |       |  |  |                           |  |  |                         |  |
| Irene di Trebisonda      |   | …                 |                         |  |  |       |  |  |                           |  |  |                         |  |
|                          |   | …                 | …                       |  |  |       |  |  |                           |  |  |                         |  |
|                          |   | …                 | …                       |  |  |       |  |  |                           |  |  |                         |  |
|                          |   | …                 | …                       |  |  |       |  |  |                           |  |  |                         |  |
| …                        |   | …                 |                         |  |  |       |  |  |                           |  |  |                         |  |
|                          |   | …                 | …                       |  |  |       |  |  |                           |  |  |                         |  |
|                          |   | …                 | …                       |  |  |       |  |  |                           |  |  |                         |  |
|                          |   | …                 | …                       |  |  |       |  |  |                           |  |  |                         |  |
|                          |   | …                 |                         |  |  |       |  |  |                           |  |  |                         |  |